# Prvenstvo Bosne i Hercegovine u vaterpolu
Po osnivanju Bosanskohercegovačkog vaterpolskog saveza 15. lipnja 2013. učinjen je prvi korak održavanjem prvog službenog kupa i prvenstva Bosne i Hercegovine u vaterpolu.
Prvo prvenstvo Bosne i Hercegovine u pet kategorija (rođeni 2001. i mlađi, 1999. i mlađi, 1997. i mlađi, 1995. i mlađi, seniori) održavalo se od 12. do 14. pa od 19. do 21. prosinca 2014. godine u Banjoj Luci. Prvi naslov osvojila je Banja Luka svladavši u seniorskoj završnici 21. prosinca neumski Jadran 8:6 (2:2, 2:2, 2:1, 2:1). U svim kategorijama natjecali su se samo Banja Luka i Jadran Neum pošto su drugi klubovi odustali od nastupa iz financijskih razloga.

## Sezone
- 2014.: Banja Luka

### Uspješnost klubova
- VK Banja Luka - 1 put prvak
- Jadran Neum - 1 put doprvak